# Завгородня Ірина Миколаївна
Ірина Миколаївна Завгородня (нар. 31 жовтня 1964, м. Красний Луч, Луганська область) — українська суддя. Суддя Конституційного Суду України (2018—2022) у відставці.

## Життєпис

### Освіта
Закінчила Харківський юридичний інститут (1987—1992). Кандидат юридичних наук.

### Трудова діяльність
- 1985—1988 — секретар, секретар судових засідань Краснолуцького міського народного суду.
- 1988—1993 — юрисконсульт Краснолуцького виконавчого комітету народних депутатів.
- 1993 — обрана суддею, 1998 — призначена на посаду заступника голови Краснолуцького міського суду.
- 1999—2003 — суддя Залізничного районного суду м. Києва.
- З 2003 — суддя, з 2004 — заступник голови Солом'янського районного суду м. Києва.
- 2011—2018 — суддя Вищого спеціалізованого суду України з розгляду цивільних і кримінальних справ[2].

### Робота у Конституційному суді
20 вересня 2018 року Верховною Радою України призначена суддею Конституційного Суду України.
Присягу склала 24 вересня 2018 року.
7 грудня 2022, на спеціальному пленарному засіданні Конституційний Суд України розглянув питання щодо звільнення суддів КСУ Ірини Завгородньої, Сергія Саса та Ігоря Сліденка з посади судді Конституційного Суду України у відставку на підставі поданих ними заяв. Конституційний Суд України ухвалив рішення про задоволення заяв усіх цих суддів, включно з Іриною Завгородньою.

## Родина
Чоловік — Завгородній Сергій Михайлович, громадянин Російської Федерації. У липні 2020 року він купив 3-кімнатну квартиру у Києві за майже 13 мільйонів гривень. При цьому російська пенсія Завгороднього за 2019 рік склала 75 тисяч гривень.
Мати — Романчак Марія Романівна. У 2019 році 81-річна Марія Романчак подарувала своїй дочці майже три мільйони гривень.

## Нагороди
Заслужений юрист України.